# 李義深
李 義深（り ぎしん、496年 - 552年）は、北魏末から北斉にかけての官僚。本貫は趙郡高邑県。

## 経歴
李紹の子として生まれた。経書や史書を渉猟し、実用の才があった。はじめ済州征東府功曹参軍となり、龍驤将軍の位を加えられた。普泰元年（531年）、高歓が信都で起兵すると、高歓の下で大行台郎中となった。中興元年（同年）、平南将軍・鴻臚少卿に任ぜられた。義深は爾朱兆の兵力が上回っているとみて、高歓を裏切って爾朱兆のもとに走った。
爾朱兆が平定された後、高歓は義深の罪を許して、大丞相府記室参軍として任用した。左光禄大夫・相府司馬に累進し、并州長史に転じた。并州刺史の可朱渾元が行政の実務にうとかったので、実務の多くを義深に委ね、義深は州の事務を迅速に決裁した。後にまた高歓の下で大丞相司馬となった。
武定年間、斉州刺史に任ぜられ、利殖を好み、収賄することが多かった。天保元年（550年）、行鄭州事となり、行梁州事に転じ、まもなく散騎常侍に任ぜられ、陽夏郡太守となった。州における収奪を段業に告発され、拘禁されて梁州に送られた。天保3年（552年）、配所で病没した。享年は57。

## 家族

### 祖父
- 李真（字は令才、北魏の中書侍郎）[1][2][3]

### 父
- 李紹（字は嗣宗、北魏の殷州別駕）[1][2][3]

### 兄弟
義深には兄弟が7人おり、多くは学識があった。
- 李同軌（次弟）
- 李稚廉（六弟）

### 子
- 李騊駼（北斉に仕えて尚書郎・鄴県令となった。武平初年に通直散騎常侍を兼ねて、陳への使者をつとめた。後に寿陽道行台左丞となり、王琳らとともに陳に捕らえられた。北周の末年、北方に逃げ帰った。隋の開皇年間に永安郡太守・絳州長史をつとめた）[5][7][3]。
- 李文師（中書舎人・斉郡太守を歴任した）[8][7][3]。

## 伝記資料
- 『北斉書』巻22 列伝第14
- 『北史』巻33 列伝第21